# توکای
توکای (به مجاری:  Tokaj) یک منطقهٔ مسکونی در مجارستان است که در بورشود-آبااوی-زمپلن واقع شده‌است. توکای ۲۸٫۲ کیلومتر مربع مساحت و ۴٬۱۵۵ نفر جمعیت دارد.

## خواهرخوانده
شهرهای کورمونس، دژ (رومانی) و اوستریش-وینکل خواهرخوانده‌های توکای هستند.